# Henri Vignet

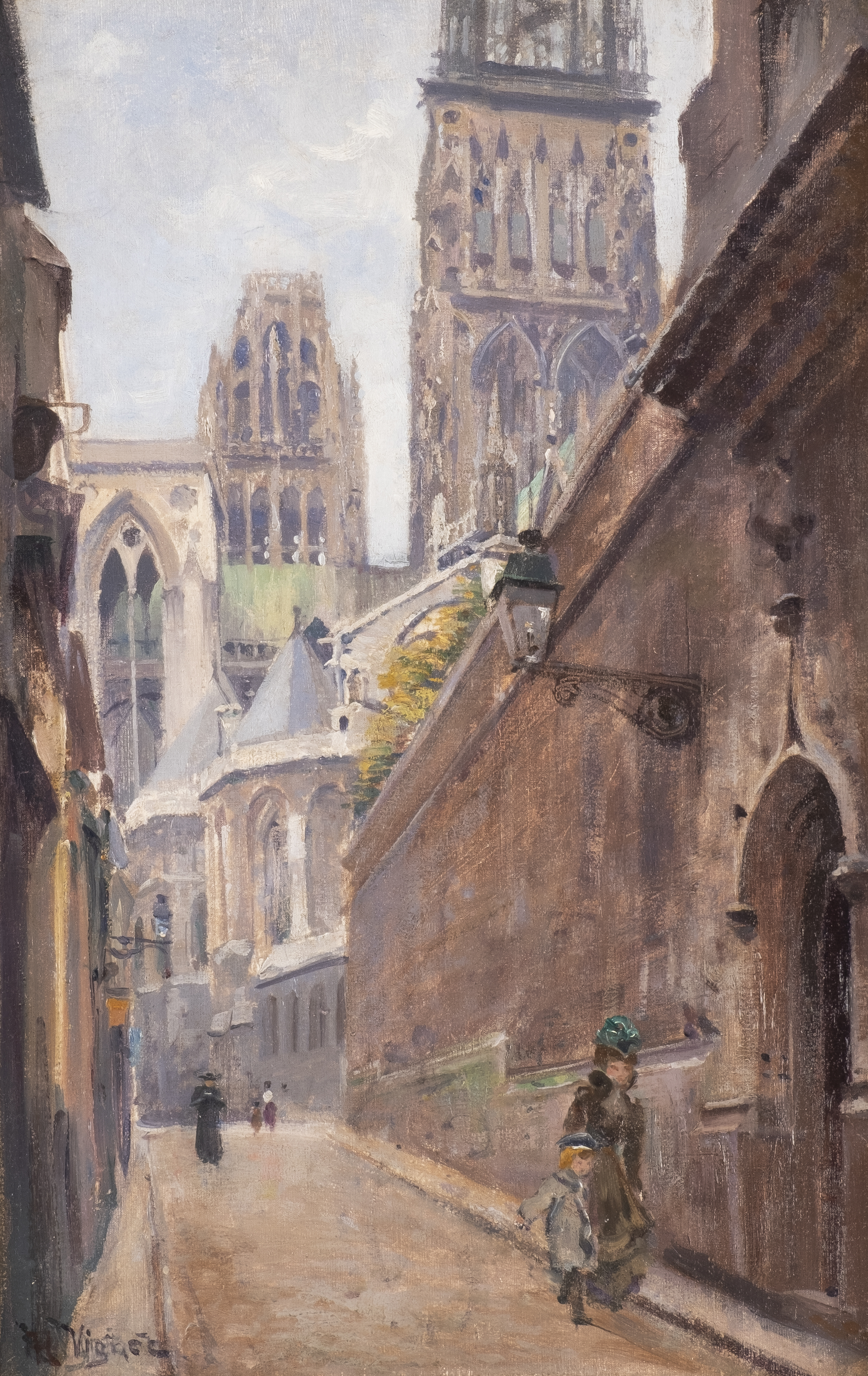
Straßenansicht in Rouen. Öl auf Leinwand, 40 × 26 cm

Henri Vignet (* 22. Februar 1857 in Rouen; † 25. Dezember 1920 in Nyons) war ein französischer Maler, Bühnenbildner und Antiquitätenhändler. Er ist einer der Gründer der École de Rouen.

## Leben
Henri Vignet wurde am 22. Februar 1857 in der Rue St-Hilaire in Rouen geboren. Von seiner Mutter erzogen, zeigte er schon früh künstlerisches Talent und begann bereits in jungen Jahren, Gemälde zu kopieren. Mit 18 Jahren malte er sein erstes Bild in Bas-Meudon. Er besuchte die Akademie für Malerei und Zeichnen in Rouen und studiert bei Philippe Zacharie und Edmond Lebel.
Henri Vignet war nicht vom Impressionismus beeinflusst und debütierte 1884 auf dem Salon de Rouen mit dem Porträt eines Arztes und Stillleben. Er war mit Künstlern wie Charles Frechon, Joseph Delattre und Georges Dubosc befreundet und zeichnete für die Innendekoration des „Cabaret du Clair de Lune“ verantwortlich. 1889 nimmt er am Wettbewerb der Société des Arts teil und präsentierte 15 Werke mit Ansichten des alten Rouen.
1890 entwarf er mehrere Titelblätter für „L’Écho de Rouen illustré“ und dekorierte die Stallungen von Alphonse Rancy mit Gemälden. Am 7. November 1890 heiratet er in Rouen und arbeitete an Illustrationen für den Normandie Kalender von 1891. Nach einem Aufenthalt in Dieppe stellte er zwei Ansichten von Rouen im 32. Salon Municipal von Rouen aus.
Henri Vignet war Mitglied der künstlerisch-literarischen Gesellschaft „La Cafetière“, nachdem das „Cabaret du Clair de Lune“ 1893 geschlossen wurde. 1897 nahm er erneut am „Salon Municipal“ teil und stellte seine Werke in Rouen aus. Seit 1889 lebte er in Paris, wo er als Maler, Antiquitätenhändler und Restaurator tätig war. Er arbeitete an der Dekoration des Festsaals der Weltausstellung von 1900 mit und lebte in Montmartre, bevor er sich auf der Insel Saint-Louis niederließ, die er auf zahlreichen Postkarten verewigte.

Westfassade der Kathedrale von Rouen bei Sonnenuntergang

In den Jahren 1902 und 1903 nahm er an Ausstellungen der „Société Nationale des Beaux-Arts“ teil und erhielt in Villefranche eine Silbermedaille. 1904 stellte er in der Galerie M. Frager-Ladrey in Paris aus. Eine Versteigerung seiner Werke fand 1905 im Hôtel Drouot statt. Nach dem Tod seiner Frau 1908 kehrte Vignet nach Rouen zurück und lebte abwechselnd in der Passage St-Herbland und in einer Dependance der ehemaligen Ateliers von F. Marrou.
Er reiste oft nach Südfrankreich, um dem Winter zu entfliehen, und stellte 1910 und 1911 erneut in Rouen aus. Während des Ersten Weltkriegs nahm er an Wohltätigkeitsausstellungen teil und malte zahlreiche Werke für einen englischen Offizier. Auch nach dem Krieg stellte er regelmäßig aus. Henri Vignet war auch ein begabter Musiker und leidenschaftlicher Naturforscher.
Nach gesundheitlichen Problemen und einem Aufenthalt in einem Sanatorium zog er sich im Winter nach Nyons zurück. Henri Vignet starb am 25. Dezember im Alter von 63 Jahren an den Folgen eines Schlaganfalls.